# Hans-Jochen Vogel
Hans-Jochen Vogel (Gotinga, 3 de febrero de 1926-Múnich, 26 de julio de 2020) fue un político alemán del SPD.

## Biografía
Asistió a la escuela primaria y secundaria en los "Gymnasium" de Gotinga y de Giessen, donde terminó el bachillerato en 1943. Fue miembro de las Juventudes Hitlerianas e incluso llegó a ser jefe de escuadra (Scharführer).
En el semestre de verano de 1943 empezó la carrera de Derecho en la universidad de Múnich, y en julio de 1943, a los diecisiete años, se presentó voluntario a la Wehrmacht para evitar que fuera destinado a las Waffen-SS. Tenía el grado de suboficial al final de la Segunda Guerra Mundial y fue hecho prisionero por los estadounidenses en Italia. Al regresar del cautiverio de guerra, trabajó como obrero de transporte por un corto tiempo, antes de poder continuar la carrera de Derecho en las universidades de Marburg y Múnich, recibiendo su doctorado (summa cum laude) en 1950.
Su carrera profesional se inició en febrero de 1952, como funcionario subalterno en el Ministerio de Justicia de Baviera. A los veintiocho años era juez de un tribunal de primera instancia en Traunstein, y al año siguiente fue destinado a la Secretaría estatal de Baviera con el fin de revisar la ley bávara para un nuevo estudio publicado por el parlamento bávaro. El ayuntamiento de Múnich le hizo su secretario jurídico en 1958.
Vogel se afilió al SPD en 1950. Su primer cargo fue como Consejero y Jefe del Departamento Legal de la ciudad de Múnich en 1958. Sucedió a Thomas Wimmer como alcalde de Múnich a los treinta y cuatro años el 27 de marzo de 1960, con el 64,3% de los votos, hasta 1972. Fue sucedido por Georg Kronawitter, desde 1972 hasta 1974, Ministro Federal de Ordenación Territorial, Obras Públicas y Desarrollo Urbano. Hasta 1981 fue Ministro de Justicia y finalmente en 1981, alcalde de Berlín precedido por Dietrich Stobbe y sucedido por Richard von Weizsäcker.
En las elecciones federales de 1983 fue candidato a canciller del SPD pero perdió las elecciones contra la coalición de CDU/CSU y FDP. Desde 1987 hasta 1991 fue presidente nacional del SPD, precedido por Willy Brandt y sucedido por Björn Engholm, y desde 1983 hasta 1991 fue presidente del grupo parlamentario del SPD.
También llegó a ser presidente del Comité Organizador de los Juegos Olímpicos de Verano de 1972, precedido por el mexicano Cuauhtémoc Cárdenas y sucedido por el canadiense Jean Doré.

## Vida privada
Vogel era hijo de un granjero graduado, Hermann Vogel, y de su esposa Caroline, nacida Brinz. El primer matrimonio de Hans-Jochen Vogel terminó en divorcio en 1971 después de 22 años y tuvieron tres hijos. A partir de 1972, Vogel estuvo casado con Liselotte, su segunda esposa.
Es el hermano mayor de Bernhard, miembro de la CDU, que durante muchos años fue el primer ministro de Renania-Palatinado y Turingia.
Actualmente, Hans-Jochen Vogel es miembro de la junta de la Fundación Alas de Esperanza Alemana desde su fundación en 2003. La Fundación está comprometida con los niños y adolescentes que han sido traumatizados por la guerra y la violencia.
Falleció el 26 de julio de 2020 en Múnich a causa de una enfermedad.

## Honores y premios
Vogel recibió varios premios y honores, entre ellos el premio Galinski en 1998 y en 2001 el premio Leo Baeck. En 2001, en su discurso de aceptación declaró expresamente: Como un joven sargento y funcionario cultural de las Juventudes Hitlerianas, confieso no haber resistido suficientemente entonces a la fascinación de un régimen criminal". También dijo: "En el fondo he seguido la corriente mayoritaria de aquellos años y no me pasó por la cabeza que se debe oponer resistencia al Estado".

## Narrativa
- Ciudades cambiantes, 1971
- La cadena de oficina. My Munich doce años, 1972
- Reformas reales. Aportes para una política de la empresa del nuevo centro, 1973
- Manual de derecho constitucional de la República Federal de Alemania (coeditor y autor del artículo, el sistema federal de la Ley Fundamental), 2ª Edición, 1994
- Indulgencias. Mis años en Berlín y Bonn, 1996
- La alerta temprana del nazismo, un lector histórico, Hans-Jochen Vogel/Klaus Hoven Schön (Ed.), con un prólogo de Rita Süssmuth, Bonn: International Publishers, 1998, ISBN 3-8012-0262-3.
- La democracia también se nutre de la contradicción, 2001
- La política y la decencia - ¿Por qué no podemos vivir sin valores?, 2005
- Bernhard Vogel: Alemania desde el aire. Un poco de historia de la República Federal, Friburgo: Herder Verlag, 2007a, ISBN 3-451-29280-7.
- Doctrina de la reserva media. Discursos del alcalde de Múnich desde 1960 hasta 1972. Herbert Utz Verlag, Múnich, 2010, ISBN 978-3-8316-0979-6.
- Con Sandra Maischbergerː ¿Cómo queremos vivir? Lo que une a nuestro país en el futuro, 2011

## Literatura
- Friedrich H. Hettler, Achim Sing (Hrsg.): El alcalde de Múnich vivió 200 años de historia de la ciudad, Volk Verlag, Múnich, 2008. ISBN 978-3-937200-42-2.

## Galería

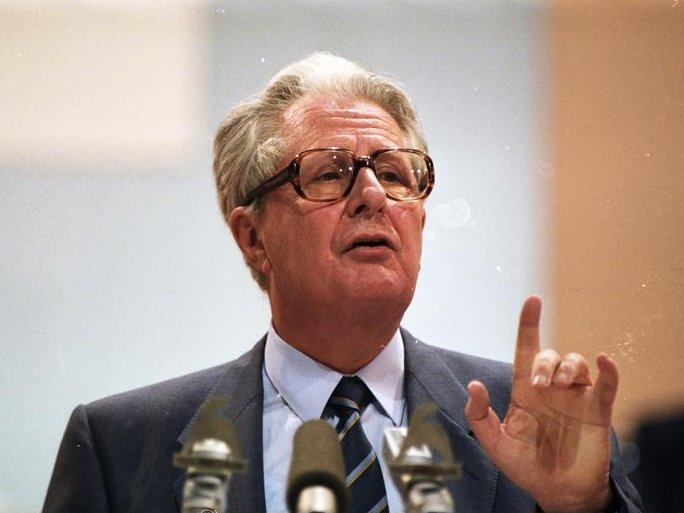
Vogel en un congreso de la SPD en 1988.
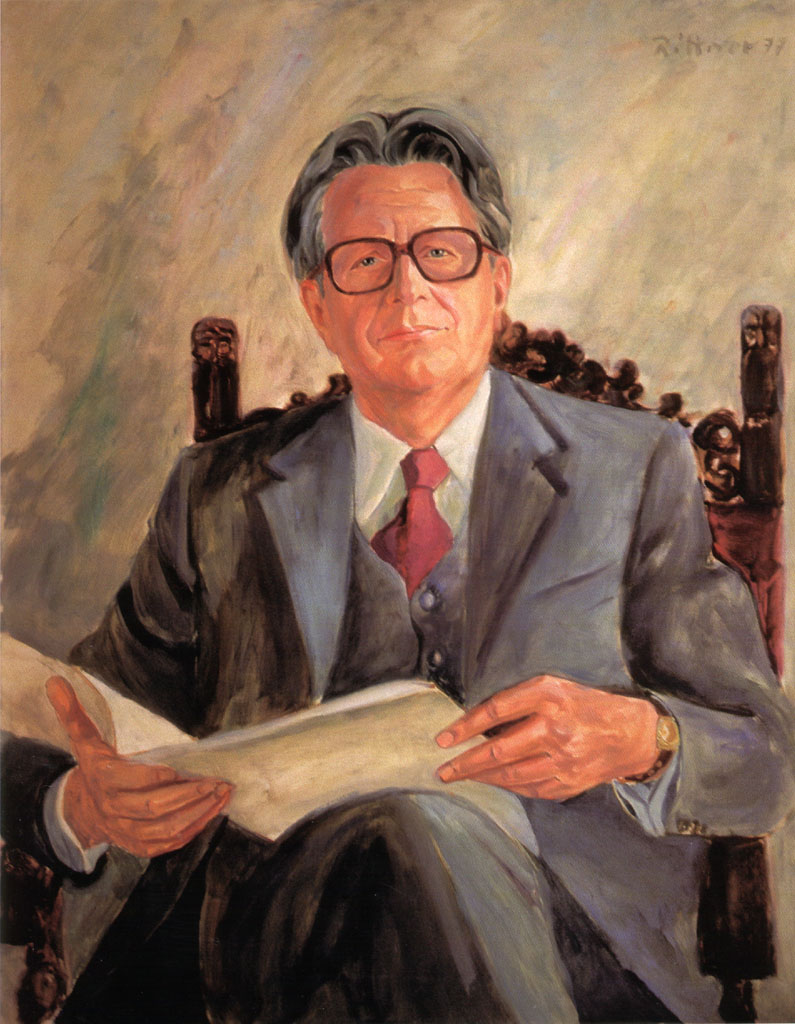
Retrato de Hans-Jochen Vogel en 1977 por Günter Rittner.
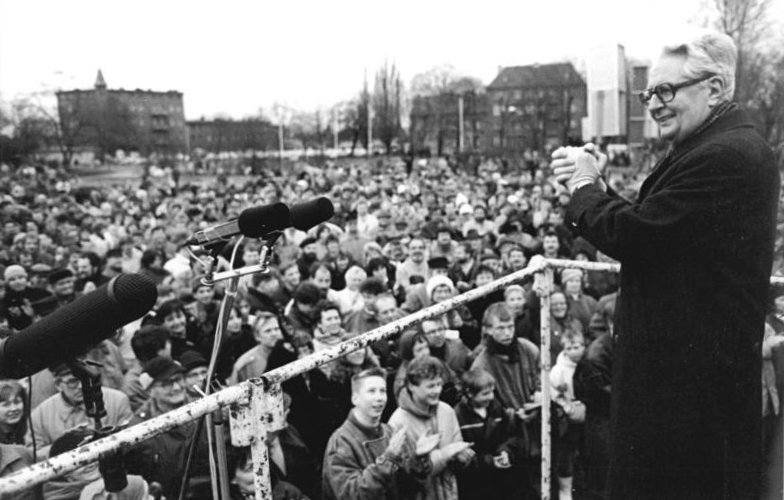
Hans-Jochen Vogel en un mitin electoral del SPD de la RDA, 1990.